# (4243) Nankivell
(4243) Nankivell ist ein Hauptgürtelasteroid, der am 4. April 1981 von Alan C. Gilmore und Pamela Margaret Kilmartin vom Mt John University Observatory in Neuseeland aus entdeckt wurde.
Der Asteroid wurde nach Garry R. Nankivell, einem optischen Handwerker aus Neuseeland, benannt.